# Pinellas Park
Pinellas Park ist eine Stadt im Pinellas County im US-Bundesstaat Florida. Das U.S. Census Bureau hat bei der Volkszählung 2020 eine Einwohnerzahl von 53.093 ermittelt.

## Geographie
Pinellas Park liegt nahe der Westküste Floridas und grenzt an die Städte Saint Petersburg, Largo und Kenneth City. Die Stadt liegt etwa 20 km südwestlich von Tampa. Sie ist Teil der Tampa Bay Area mit rund 2,7 Millionen Einwohnern.

## Geschichte
Die Stadt wurde am 15. Oktober 1914 gegründet. Durch Pinellas Park verlief einst die 1888 fertiggestellte Orange Belt Railway von Sanford nach Saint Petersburg. Nach mehreren Übernahmen wurde die Strecke im Zuge der Gründung der Seaboard Coast Line Railroad im Jahr 1967 stillgelegt.

## Demographische Daten
Laut der Volkszählung 2010 verteilten sich die damaligen 49.079 Einwohner auf 23.458 Haushalte. Die Bevölkerungsdichte lag bei 1220,9 Einw./km². 81,7 % der Bevölkerung bezeichneten sich als Weiße, 4,7 % als Afroamerikaner, 0,3 % als Indianer und 7,3 % als Asian Americans. 3,3 % gaben die Angehörigkeit zu einer anderen Ethnie und 2,7 % zu mehreren Ethnien an. 10,7 % der Bevölkerung bestand aus Hispanics oder Latinos.
Im Jahr 2010 lebten in 26,9 % aller Haushalte Kinder unter 18 Jahren sowie 32,4 % aller Haushalte Personen mit mindestens 65 Jahren. 60,3 % der Haushalte waren Familienhaushalte (bestehend aus verheirateten Paaren mit oder ohne Nachkommen bzw. einem Elternteil mit Nachkomme). Die durchschnittliche Größe eines Haushalts lag bei 2,32 Personen und die durchschnittliche Familiengröße bei 2,89 Personen.
21,8 % der Bevölkerung waren jünger als 20 Jahre, 24,2 % waren 20 bis 39 Jahre alt, 28,8 % waren 40 bis 59 Jahre alt und 25,0 % waren mindestens 60 Jahre alt. Das mittlere Alter betrug 43 Jahre. 48,6 % der Bevölkerung waren männlich und 51,4 % weiblich.
Das durchschnittliche Jahreseinkommen lag bei 43.132 $, dabei lebten 12,6 % der Bevölkerung unter der Armutsgrenze.
Im Jahr 2000 war Englisch die Muttersprache von 88,50 % der Bevölkerung, spanisch sprachen 4,75 % und 6,75 % hatten eine andere Muttersprache.

## Verkehr
Pinellas Park wird von der Interstate 275, vom U.S. Highway 19 sowie den Florida State Roads 686, 688, 693 und 694 durchquert oder tangiert. Mit dem Fernbussystem Thruway Motorcoach der Bahngesellschaft Amtrak besteht eine Anbindung der Stadt nach Tampa. An der dortigen Union Station erhält man Anschluss an die Züge Silver Star und Silver Meteor.
Der St. Petersburg-Clearwater International Airport grenzt direkt nördlich an die Stadt.

## Kriminalität
Die Kriminalitätsrate lag im Jahr 2010 mit 444 Punkten (US-Durchschnitt: 266 Punkte) im durchschnittlichen Bereich. Es gab zwei Morde, 24 Vergewaltigungen, 68 Raubüberfälle, 169 Körperverletzungen, 471 Einbrüche, 2207 Diebstähle, 142 Autodiebstähle und zehn Brandstiftungen.